# 타임 패러독스 (영화)
《타임 패러독스》(영어: Predestination)는 2014년 공개된 오스트레일리아의 SF 영화이다.

## 출연

### 주연
- 에단 호크
- 노아 테일러
- 사라 스누크

### 조연
- 크리스토퍼 커비
- 매들린 웨스트
- 프레야 스태포드
- 짐 노블로치
- 엘리스 얀센
- 케이트 울프
- 헤일리 부처
- 크리스토퍼 스톨러리
- 타일러 코핀
- 크리스토퍼 소머스
- 크리스토퍼 번워드
- 하시모토 쿠니
- 폴 모더
- 그랜트 피로
- 데니스 코어드
- 벤 프렌더게스트
- 올리비아 스프레이그
- 알렉시스 페르난데즈
- 랍 젠킨스
- 노엘 헤리맨

## 기타
- 원작자: 로버트 A. 하인라인
- 사운드슈퍼바이저: 크리스 구디스
- 미술: 매튜 풋랜드
- 세트: 바네사 세른
- 특수효과: 브라이언 피어스
- 시각효과: 랭기 서튼
- 의상: 웬디 코크
- 배역: 레이 픽포드

## 같이 보기
- 과학 교과서, 영화에 딴지 걸다: 이미 이 책에서 이 영화의 전반적인 줄거리가 아주 이해 좋게 풀이되어 있다. 사실 영화의 줄거리를 설명한 것이 아닌 원작의 줄거리를 설명한 것. 그렇기 때문에 영화와는 다소 다른 부분이 있을 수 있다. 예를 들면 폭파범이나 롸벗슨(우주비행 모집자, 시간총국 요원)